# 倉田水樋

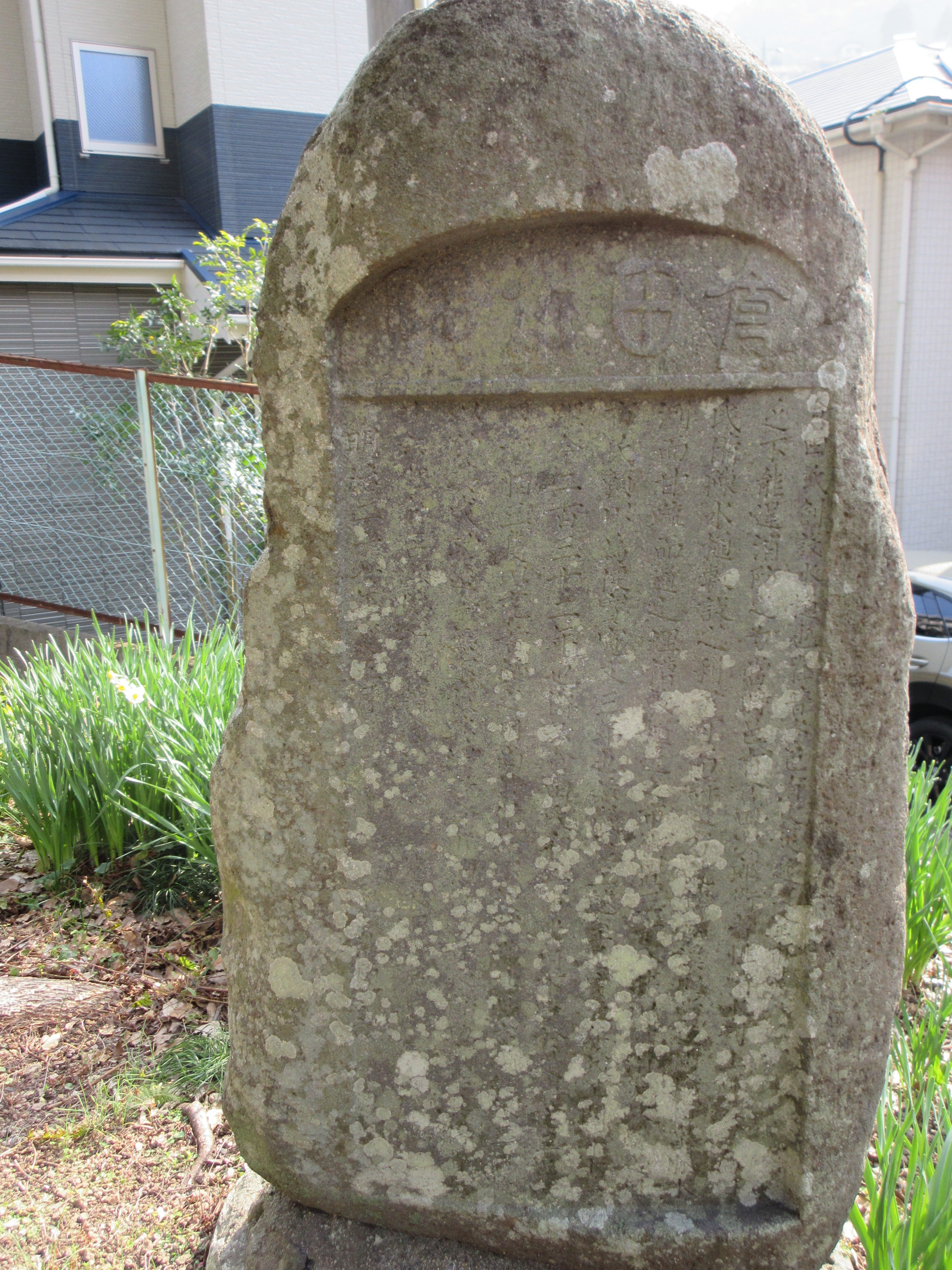
倉田水樋碑（水神神社境内）

倉田水樋（くらたすいひ）は、江戸時代に長崎に水を供給した水道。

## 水道敷設の経緯
この水道は、本五島町の乙名である倉田次郎右衛門（くらた じろうえもん、元禄16年没）が私費を投じて創設したものである。
長崎の町は元々水源に乏しく、生活用水や非常時の消火用水の不足が問題になっていた。寛文3年（1663年）の大火の際に水不足を痛感した次郎右衛門は、長崎のための水道を造ることを決意。寛文7年（1667年）、許可を得て中島川の上流の現・伊良林1丁目付近の銭屋川を水源とする水道の敷設工事に着手した。
この水道工事は市内36町に水樋を引き送水するというもので、多額の工費が必要となり、次郎右衛門が私財のほとんどを売却しても足りなかったため長崎奉行も白銀300枚の資金援助をした。
水道が完成したのは延宝元年（1673年）のことであった。奉行所では水樋係を新設し、その任を倉田氏に世襲させた。以後、明治24年（1891年）に日本初の上水用ダムである本河内高部ダムが完成するまで、倉田水樋は200年余りにわたって長崎の住民に水を供給し続けた。

## 水樋
工事はパイプである木樋作りから始まった。松や檜の丸太を幹の縦方向に約3分の1切り離し、残りの部分を幹沿いに丸く刳り貫く。これに初めに切り取った部分をかぶせてパイプとし、この外に杉皮や桧皮を巻いて、丸太のくり抜き木樋とした。後には板製の箱型木樋も用いられた。
木樋は中島川沿い左岸の八幡町－銅座町、右岸の大井手町－築町に通じる木樋を2幹線とし、町のほぼ中心部に当たる38ヵ所に埋設された。水は町の所々にある溜枡（貯水槽）に流れ、さらに下手に向かって配水された。この溜枡から市民は水を汲むことができ、また溜枡には塞弁（そくべん）という板がつけられ、必要に応じて一定方向に水量を調節することが出来るようになっていた。